# Bayas (Gironde)
Bayas ist eine südwestfranzösische französische Gemeinde mit 455 Einwohnern (Stand: 1. Januar 2022) im Département Gironde in der Region Nouvelle-Aquitaine. Sie gehört zum Arrondissement Libourne und zum Kanton Le Nord-Libournais. Die Einwohner werden Bayardois genannt.

## Lage
Bayas liegt etwa 38 Kilometer nordöstlich von Bordeaux in der Landschaft Saintonge. Im Norden grenzt Bayas an das Département Charente-Maritime. Umgeben wird Bayas von den Nachbargemeinden Cercoux im Norden, Lagorce im Osten, Guîtres im Südosten und Süden, Saint-Martin-de-Laye im Südwesten sowie Maransin im Westen.

## Bevölkerungsentwicklung
| Jahr                       | 1962 | 1968 | 1975 | 1982 | 1990 | 1999 | 2007 | 2020 |
| Einwohner                  | 382  | 351  | 318  | 359  | 447  | 420  | 452  | 461  |
| Quellen: Cassini und INSEE |      |      |      |      |      |      |      |      |

## Sehenswürdigkeiten
- Menhir Le Gros-Caillou
- Kirche Sainte-Croix aus dem 12. Jahrhundert

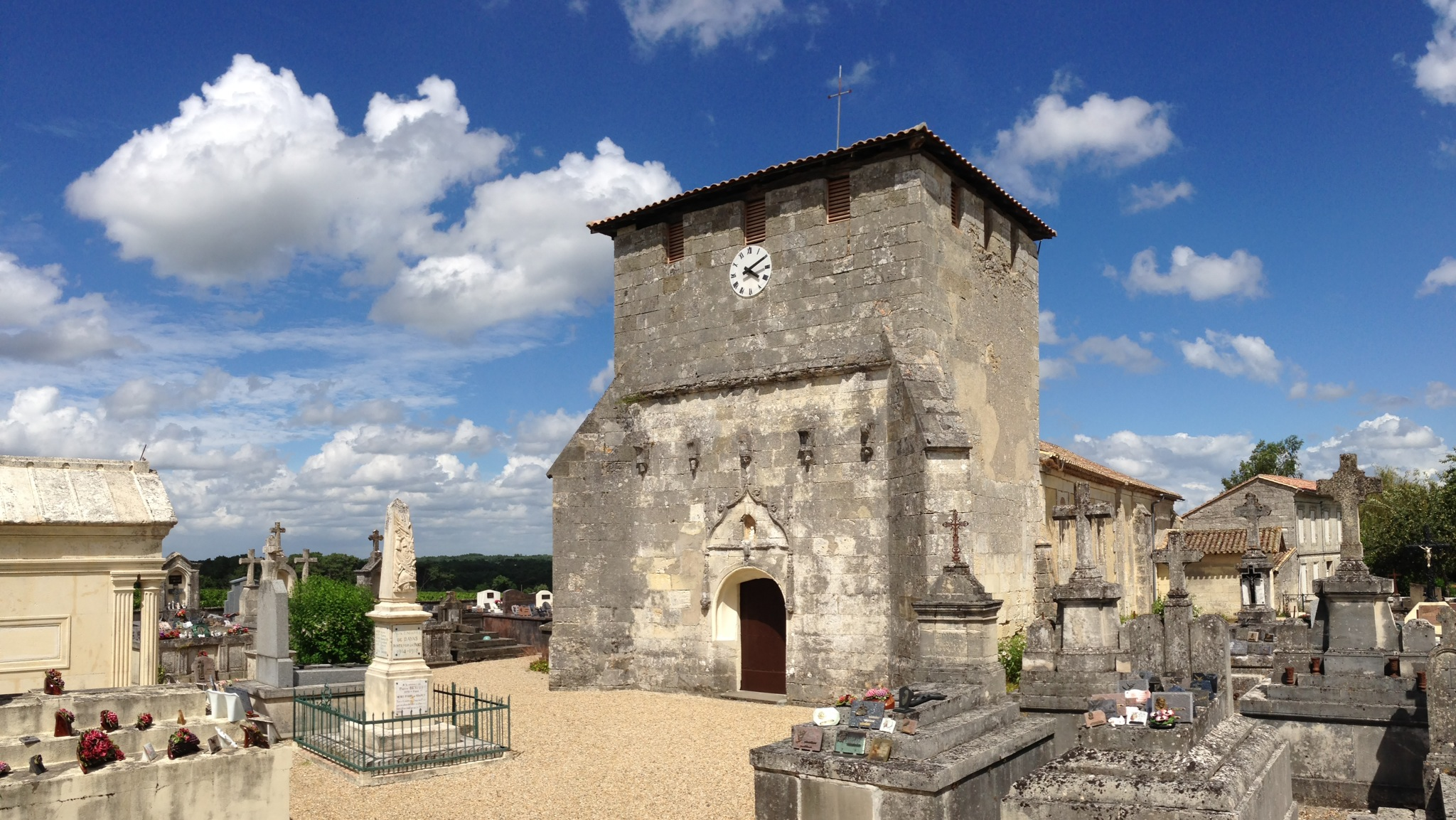
Kirche Sainte-Croix